# Shereefa Lloyd
Shereefa Lloyd (ur. 8 września 1982 w Clarendon) – jamajska lekkoatletka, sprinterka specjalizująca się w biegu na 400 metrów, brązowa medalistka Igrzysk Olimpijskich w Pekinie i Igrzysk Olimpijskich w Londynie oraz srebrna medalistka Mistrzostw Świata w Osace w sztafecie 4 x 400 m.

## Sukcesy
| Rok  | Zawody               | Miejsce | Wynik | Konkurencja | Wynik        |
| ---- | -------------------- | ------- | ----- | ----------- | ------------ |
| 2007 | Mistrzostwa świata   | Osaka   | 13.   | 400 m       | 51,00 s      |
| 2007 | Mistrzostwa świata   | Osaka   |       | 4 x 400 m   | 3:19,73 min. |
| 2008 | Igrzyska olimpijskie | Pekin   |       | 4 x 400 m   | 3:20,40 min. |
| 2009 | Mistrzostwa świata   | Berlin  |       | 4 x 400m    | 3:21,15 min  |
| 2012 | Igrzyska olimpijskie | Londyn  |       | 4 x 400 m   | 3:20,95      |

W 2000 Lloyd biegła w eliminacjach sztafety 4 x 100 metrów podczas mistrzostw świata juniorów. Jamajki zajęły 1. miejsce w swoim biegu z czasem 44,26. W finale jamajska sztafeta zdobyła srebrne medale, ale w składzie nie było już Lloyd.

## Rekordy życiowe
- bieg na 100 m – 11,50 (2003)
- bieg na 200 m – 23,10 (2004)
- bieg na 400 m – 50,62 (2008)